# Janki Młode
Janki Młode – wieś sołecka w Polsce położona w województwie mazowieckim, w powiecie ostrołęckim, w gminie Czerwin.
Wierni Kościoła rzymskokatolickiego należą do parafii Trójcy Przenajświętszej w Czerwinie.

## Historia
Źródła pochodzące z początków XIX w. wspominają Janki Młode jako wieś szlachecką i włościańską należącą do gminy Troszyn. W roku 1827 wieś liczyła 16 domostw i 114 mieszkańców oraz obejmowała powierzchnię 681 morgów.
W latach 1921–1936 wieś leżała w województwie białostockim, w powiecie ostrołęckim, w gminie Troszyn.
Według Powszechnego Spisu Ludności z 1921 roku wieś zamieszkiwało 201 osób, 180 było wyznania rzymskokatolickiego, 2 prawosławnego a 19 mojżeszowego. Jednocześnie wszyscy mieszkańcy zadeklarowali polską przynależność narodową. Było tu 37 budynków mieszkalnych . Miejscowość należała do parafii rzymskokatolickiej w Czerwinie. Podlegała pod Sąd Grodzki w Ostrołęce i Okręgowy w Łomży; właściwy urząd pocztowy mieścił się w Czerwinie.
W wyniku agresji III Rzeszy na Polskę we wrześniu 1939 wieś znalazła się pod okupacją niemiecką i do wyzwolenia weszła w skład Generalnego Gubernatorstwa.
W latach 1975–1998 miejscowość administracyjnie należała do województwa ostrołęckiego.